# Programmations du Festival de Confolens dans les années 2020
Cet article présente les programmations du Festival de Confolens dans les années 2020.

## Années 2020

### 2020
L'édition de l'année 2020 a dû être annulée par arrêté préfectoral à cause de la pandémie de Covid-19 en France et à travers le monde. La 63e édition du Festival de Confolens à donc été reportée à 2021 avec la programmation la plus similaire possible.

### 2021
| Pays représentés    | Nom des groupes folkloriques |
| ------------------- | --- |
| Arménie             | - Ballet Navasart |
| Bolivie             | - Los Ruphay |
| République du Congo | - Biemb'art |
| France              | - (Bretagne) Ensemble Bleuniadur de Saint-Pol-de-Léon, - Lo Gerbo Baudo de Confolens, - Les Enfants d'Arausio, - (Tahiti) Hei Show Tamure |
| Pérou               | - Los Uros |

### 2022
| Pays représentés | Nom des groupes folkloriques                            |
| ---------------- | ------------------------------------------------------- |
| Allemagne        | - Thüringer Tazensemble Rudolstadt                      |
| Bahamas          | - Bahamas National Youth Choir                          |
| Bulgarie         | - Théâtre de chants et de danses Naiden Kirov de Roussé |
| France           | - Lo Gerbo Baudo de Confolens                           |
| Népal            | - Everest Cultural Nepal Group                          |
| Rwanda           | - Ensemble Inyamibwa                                    |
| États-Unis       | - Ensemble Gibaro de Porto Rico                         |
| Slovaquie        | - Ensemble Jurosik de Michalovce                        |
| Timor oriental   | - Grupo Cultural Wehali                                 |
| Uruguay          | - Ensemble Danzamerica de Montevideo                    |

Animation :
- Canada (Ze Radcliffe Fanfare),
- Espagne (Tuna Femenina de la Universidad de Salamanca),
- France (Lous Brandalous de Confolens, Bunda Blanca de Confolens),
- Italie (Mamuthones e Issohadores de Mamoiada),
- Pays-Bas (Orchestre de Paloina d'Amsterdam),
- Pologne (Kapela de Syrena).

### 2023
| Pays représentés    | Nom des groupes folkloriques                                           |
| ------------------- | ---------------------------------------------------------------------- |
| Argentine           | - Ballet Folklorico de la Provincia de Santa Cruz                      |
| Chili               | - Conjunto Togariki                                                    |
| République du Congo | - Biemb'Art                                                            |
| France              | - Lo Gerbo Baudo de Confolens, - (Guyane française) Les Lauriers Roses |
| Indonésie           | - Ensemble Krida Budaya                                                |
| Lettonie            | - Dā Perle                                                             |
| Malaisie            | - Badan Budaya Unimas                                                  |
| Moldavie            | - Ensemble Hora Mare                                                   |
| Turquie             | - Dansart Kultur Sanat                                                 |

Animation :
- Bolivie (Estoy JP),
- Chine (She Yun),
- France (Lous Brandalous de Confolens, Banda La Châtelaine de Rochechouart, La Bunda Blanca),
- Inde (Jaipur Maharaja Brass Band),
- Mexique (Xenia Beltran),
- Venezuela (Wanda Yaureta).

### 2024
La 66e édition du Festival de Confolens aura lieu du 12 au 18 Août 2024.